# Chromonephthea obscura
Chromonephthea obscura är en korallart som beskrevs av van Ofwegen 2005. Chromonephthea obscura ingår i släktet Chromonephthea och familjen Nephtheidae. Inga underarter finns listade i Catalogue of Life.